# Beskudinkovskij
Il quartiere Beskudinkovskij (in russo Бескудниковский район?) è un quartiere di Mosca sito nel Distretto Settentrionale.
L'attuale area del quartiere ospitava in passato i villaggi di Beskudnikovo e Verchnie Lichobory. Le prime testimonianze storiche di Beskudnikovo risalgono a documenti catastali del 1584-1586, in cui compare con il nome di Bezkunnikovo.
Nel 1874 vi venne impiantata una fabbrica di mattoni e nel 1900 una stazione ferroviaria per le merci, embrione di quella che oggi è la più grande stazione di smistamento merci, non solo di Mosca, ma dell'intera Russia. Nel 1930 nel quartiere viene costruito un villaggio operaio, la popolazione passerà dagli 8.000 abitanti agli oltre 16.000 del 1950.